# Hemartrose
Hemartrose é um sangramento dentro do espaço articular. Se não houver fratura mandibular, poderá haver presença de um edema moderado, dor na área da articulação temporomandibular (ATM), dor ao movimento e mobilidade reduzida.